# Rhene mus
Rhene mus là một loài nhện trong họ Salticidae.
Loài này thuộc chi Rhene. Rhene mus được Eugène Simon miêu tả năm 1889.